# 崔奎莉
崔奎莉（韓語：최규리，2000年7月19日—），韓國女演員。

## 演出作品

### 電視劇
- 2021年：TV朝鮮《我的魯蛇舅舅》飾演 申彩英[1]
- 2022年：Disney+《警校菜鳥》飾演 相親女孩(ep4.5)
- 2022年：tvN《明星經紀人生存記》飾演 Sunny Lim[2]
- 2023年：ENA《幸福對決》飾演 張美浩(少女)
- 2024年：tvN《和我老公結婚吧》飾演 劉熙妍[3][4]

## 外部連結
- 崔奎莉的Instagram帳戶